# Michal Rostworowski
Michał Jan, comte Rostworowski, né le 27 août 1864 à Dresde et mort le 24 mars 1940 à Tarnów, est un juriste, politologue et diplomate polonais.

## Biographie
Michał Rostworowski suit ses études en droit à l'université de Varsovie et à l'université d'État de Saint-Pétersbourg, puis est élève de l'École libre des sciences politiques de Paris en 1889. Il obtient son doctorat à l'université Jagellonne de Cracovie et étudie également aux universités de Berne et de Vienne.
En 1896, il devient maître de conférences en droit international et le droit international privé et en droit constitutionnel à l'université Jagellonne. Il devient citoyen autrichien de la même année. Il est nommé professeur associé en 1903, puis professeur titulaire en droit international et en droit constitutionnel autrichien en 1906. Dans la Faculté de droit, il fonde l'École des sciences politiques en 1910, dont il devient le directeur. Il est doyen de la faculté en 1912-1913 et le recteur de l'université en 1925-1926.
En 1898, il devient membre de l'Institut de droit international.
Il est envoyé par le Comité national suprême de Pologne auprès du bureau polonais de presse à Berne en 1916, qu'il transforme en mission polonaise en Suisse. Il entreprend également les démarches pour obtenir la reconnaissance de la République de Pologne par la Suisse en 1919.
Michał Rostworowski devient membre de la Cour permanente d'arbitrage de La Haye en 1923, ainsi que de plusieurs commissions d'arbitrage international. Il a servi en tant que délégué de la Pologne aux cinquième et sixième sessions de la Conférence de la Haye de droit international privé en 1925 et 1928. Il fait partie à plusieurs reprises la délégation polonaise aux réunions de l'Assemblée de la Société des Nations.
Il est juge à la Cour permanente de justice internationale de 1930 à 1940.
Il épouse une française, Marie-Rose Christin, petite-fille du baron Antoine-Gabriel Christin et arrière petite-fille du baron Honoré-Gabriel de Miollis.

## Publications
- Austryacka Izba panów (1900)
- Rada ministrów i Rada stanu Ksie̜stwa Warszawskiego (1911)
- Wojna i traktat pokojowy (1916)
- Dziennik czynnosci Komisyi Rządzącej (1918)
- Liga narodów (1920)

## Sources
- Polski Słownik Biograficzny, 32, 1990
- Biographical Notes concerning the Judges and Deputy-Judges. Count Rostworowski, Judge, 1913
- W.M. Bartel, « Rostworowski, Michał Graf », in Österreichisches Biographisches Lexikon 1815–1955 (ÖBL), volume 9, 1988
- M. B. Biskupski, « Rostworowski, Michał Cezary », in Biographical Dictionary of Internationalists, 1983